# Lleialisme de l'Ulster

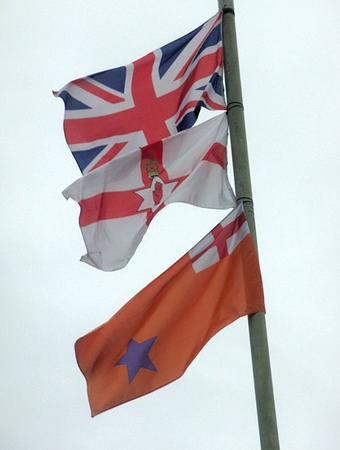
Banderes lleialistes a Newbuildings: la bandera britànica, la bandera provincial de l'Ulster i la bandera de l'Orde d'Orange

Bandera lleialista amb la Mà Vermella de l'Ulster i l'eslogan lleialista "For God and Ulster"

A la nació constituent britànica d'Irlanda del Nord, el terme lleialisme defineix una ideologia que s'oposa a la unificació de l'illa d'Irlanda en un sol estat. Els seguidors del lleialisme són gairebé tots protestants natius d'Irlanda del Nord, regió constituïda per sis comtats de la província històrica irlandesa de l'Ulster. Segons algunes fonts, el lleialisme forma part d'una ideologia més àmplia, l'unionisme, amb la distinció que es tracta d'un fenomen polític prevalent en les classes obreres i que pretén utilitzar mètodes més violents per aconseguir els mateixos fins que l'anterior. Altres analistes diuen que la diferència no és tan senzilla, ja que el lleialisme expressaria el desig dels protestants de l'Ulster de formar una pàtria independent, sense unir-se a Irlanda, ni a Gran Bretanya.

## Orígens
El lleialisme és un dels resultats del Tractat Angloirlandès de 1921, pel qual l'illa d'Irlanda quedava dividida entre Irlanda del Sud (després Estat Lliure Irlandès, des de 1949, República d'Irlanda) i Irlanda del Nord. Dels 32 comtats de l'illa, 26 van constituir Irlanda del Sud, a causa de l'àmplia majoria d'irlandesos catòlics amb simpaties nacionalistes o republicanes. Com a efecte directe, els protestants del Sud van emigrar a l'Ulster, on la seva presència estava més concentrada. Sis comtats de l'Ulster (Armagh, Antrim, Down, Fermanagh, Comtat de Derry i Tyrone) van quedar segons el tractat sota el govern directe de la corona britànica, tot i que tenien parlament propi. A l'Ulster, l'estès sectarisme entre els protestants i els seus veïns catòlics es va aguditzar gradualment a causa d'un sistema polític i econòmic desigual que desfavoria a aquests últims. Les divisions es van estendre a molts aspectes de la vida diària dels nord-irlandesos. Com a resultat d'això, en 2004 un 90% dels alumnes d'escola primària encara estudiaven a institucions segregades. Al parlament nord-irlandès, la majoria de protestants eren unionistes, i donaven suport al sistema discriminatori en la societat d'Irlanda del Nord, que es reflectia en fenòmens com el gerrymandering o el sufragi censatari.

### Els inicis de l'unionisme/lleialisme
Un exemple important per entendre el fenomen va ser l'elecció del primer primer ministre Sir James Craig, Vescomte de Craigavon, en 1921. El Vescomte va organitzar a 1913, abans la Guerra angloirlandesa, una milícia de militants protestants unionistes anomenada els Voluntaris de l'Ulster (UV, també coneguts com a Força Voluntària de l'Ulster), en resposta a la formació dels Voluntaris Irlandesos (gaèlic: Óglaigh na hÉireann), organització precursora de l'Exèrcit Republicà Irlandès (IRA). Els Voluntaris buscaven mètodes de dissuadir al govern britànic per tal que no aprovés les propostes d'autonomia a l'illa d'Irlanda, fins i tot mitjançant enviaments d'armes i municions de l'Imperi Alemany en 1914.
El fet que els unionistes estiguessin disposats a aprofitar fins i tot l'ajuda d'Alemanya, que era en aquell període el major rival de la Gran Bretanya, fa palès l'existència d'un moviment radical contra el republicanisme irlandès, independent de la influència del govern londinenc o la corona. UV, una força que tenia la benedicció explícita d'alguns polítics del Partit Conservador del Regne Unit com Andrew Bonar Law, va ser el precursor dels grups paramilitars protestants a Irlanda del Nord, tant dels unionistes moderats com dels lleialistes. L'Ulster Special Constabulary (USC, o 'B' Specials com van ser anomenats) va ser una força reserva de policies formada gairebé enterament per veterans dels Voluntaris de l'Ulster.

## En elsTroubles(Na Tribloidí)

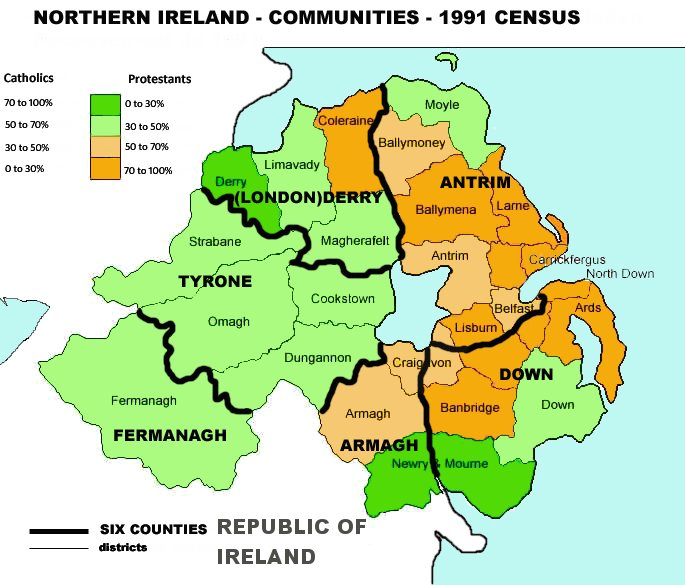
Mapa d'Irlanda del Nord amb la distribució religiosa per districtes, segons cens de 1991.

Fins a 1960, els protestants de l'Ulster van mantenir una afinitat política gairebé sense discussió amb Gran Bretanya. Molts van servir (també ho seguirien fent després) en les forces armades i la policia. Aquesta situació era el resultat del gran suport que van donar els governs britànics al govern nord-irlandès des de 1922. En el període comprès entre 1956 i 1962 l'IRA va realitzar assalts fronterers erms cap al nord d'Irlanda, en el que va ser anomenat Campanya de les fronteres. En 1966, militants protestants van reconstruir l'Ulster Volunteer Force (UVF).
Els militants de l'UVF declaraven estar en disposició d'usar en les armes contra tot individu que pretengués «usurpar la constitució de l'Ulster». L'UVF va atemptar contra membres de la minoria catòlica a Irlanda del Nord: Augustus "Gusty" Spence, el seu líder, va ser condemnat en 1967 per l'assassinat d'un cambrer catòlic. A partir de la constitució de l'UVF, alguns protestants radicals van començar a pertànyer a més a societats fraternals, com ara l'Orde d'Orange i els Aprenents de Derry. Aquells grups tenien el propòsit de continuar amb la situació establerta a Irlanda del Nord, en què els protestants exercien de manera majoritària el poder econòmic i polític.

## Dècada de 1970: el lleialisme esdevé més violent
L'espiral de violència i terrorisme entre les dues comunitats va anar en augment durant 1969. En resposta a l'organització per part dels Aprenents de Derry d'una manifestació a les muralles de Derry, els residents dels barris catòlics de la ciutat es van enfrontar a la Policia de l'Ulster (RUC) els dies 12 a 14 agost, pel que es va conèixer com la batalla del Bogside, pel barri catòlic en què va tenir lloc. La reacció popular dels catòlics contra la RUC va portar la situació a un punt en què el conflicte va produir una ruptura permanent en la societat nord-irlandesa. En 1971 l'UVF es va unir amb altres sectors del paramilitarisme lleialista i tots ells van formar l'Associació en Defensa de l'Ulster (UDA).

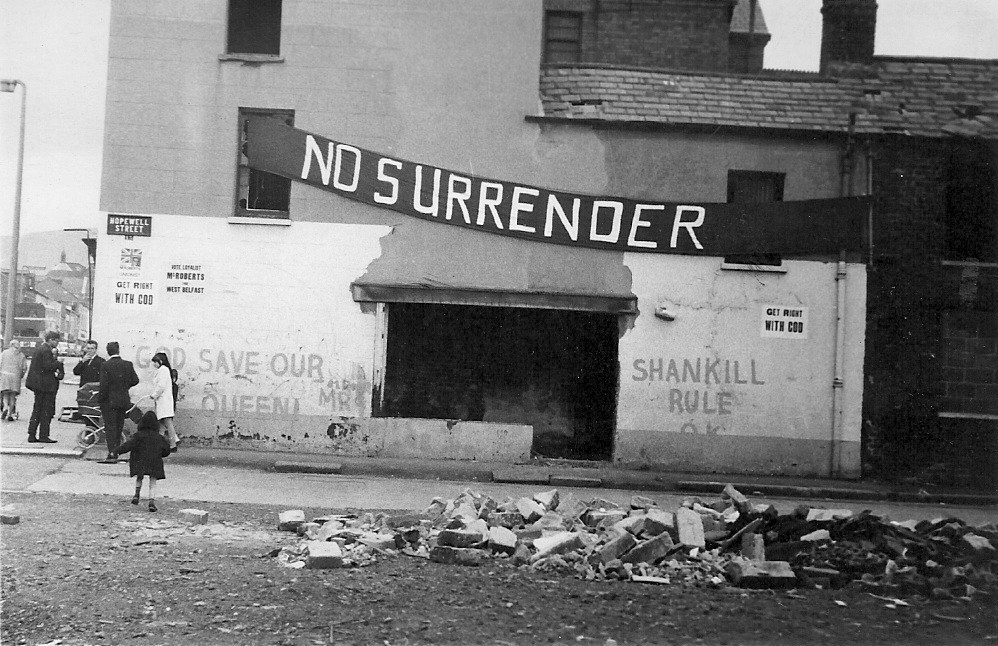
Graffiti i bandera lleialista a un edifici dels carrers de Shankill Road, Belfast (1970)

### Els vincles de militància lleialista a l'UDR
Al cap de poc, els B Specials es van dissoldre a causa de les protestes catòliques per la seva parcialitat en favor del bàndol protestant. Van ser reemplaçats pel Regiment en Defensa de l'Ulster (UDR) de l'Exèrcit britànic, el qual ràpidament va ser infiltrat per militants lleialistes. De fet, al principi, l'UDA no estava il·legalitzada, i els soldats del regiment podien ser al mateix temps militants de l'organització (l'UVF també va tenir enllaços amb l'UDR, encara que ja s'havia provat la seva participació en atacs sectaris i havia estat conseqüentment proscrita en 1967).

### Miami Showband i altres crims
La infiltració de l'UDR per paramilitars perillosos suposava un problema que debilitava el regiment. El 31 de juliol de 1975 dos militants de l'UVF van morir en un accident mentre tractaven de cometre un atemptat. Tots dos, i tres implicats més, eren militants de l'UVF, i alguns d'ells, a més, eren soldats de l'UDR. Havien muntat un control policial fictici als afores de la ciutat nord-irlandesa de Newry, en un districte d'aclaparadora majoria catòlica, aturant un microbús que viatjava cap a la frontera amb la república d'Irlanda. En el vehicle anaven cinc membres d'un grup de músics (els Miami Showband). Mentre fingien fer un registre, dos soldats militants col·locar una bomba al vehicle, que va detonar prematurament, matant-los a l'instant. Quan es va produir l'explosió, la resta dels militants van disparar als músics que estaven esperant a la carretera mentre durava el "control", assassinant a tres. Dos músics van sobreviure. En 1976, tres soldats de l'UDR, James Somerville, Thomas Crozier i James McDowell van ser condemnats a cadena perpètua com a autors de l'assassinat.
En 1999 l'ex-soldat de l'UDR David Jordan va confessar que havia participat en l'assassinat del regidor nacionalista Patsy Kelly en 1974.

## Actitud dels governants enfront del lleialisme
Des del començament dels Troubles, les relacions entre els lleialistes i unionistes de tots els corrents es van anar estrenyent, a causa del canvi en l'actitud britànica respecte d'Irlanda del Nord. El 1969, les autoritats no creien que el conflicte al Nord s'hagués d'estendre més d'un parell d'anys, atès que confiaven en una ràpida derrota de l'IRA. No van saber preveure el desenvolupament del terrorisme per part dels dos bàndols.

### Desencadenament de la violència

Mural de l'UDA a Bangor

Mural de l'UVF a Carrickfergus

Algunes de les organitzacions que després tindrien més protagonisme en els Troubles, com ara l'UVF, ja s'havien fundat alguns anys abans, en concret des de 1966, la qual cosa dona idea de la tensa situació que es vivia abans de l'esclat dels disturbis que donen inici al conflicte. En els anys 70, grups protestants sense control van cometre nombrosos atemptats en nom del anti-republicanisme, com ara els assassinats perpetrats pels Shankill Butchers (Carnissers del Shankill). Es tractava d'un grup de militants de l'UVF, que van matar aproximadament trenta persones en el comtat de Belfast fins a l'assassinat del seu líder Lenny Murphy, el 16 de novembre de 1982 pels "provos". Martin Dillon, un periodista i investigador dels Shankill Butchers, va suggerir que militants de l'UVF i James Craig (no confondre amb el vescomte), un important padrí de l'UDA, haurien ajudat l'IRA a desfer-se de Murphy, atès que veien en ell un element incontrolable.
Els incidents de Shankill, i altres casos de crims perpetrats sota excuses polítiques per lleialistes contra civils innocents, van provocar una reacció de rebuig per part del govern britànic. No obstant això, els mitjans utilitzats per l'exèrcit, la RUC, i l'MI5 contra els militants protestants van ser sovint poc entusiastes, en comparació amb els usats contra l'IRA. El Monday Club, un grup de pressió vinculat a l'ala dreta del Partit Conservador, mai no va condemnar les activitats dels lleialistes, i habitualment va prendre com a excusa la violència desencadenada a Irlanda del Nord com a pretext per restaurar el govern directe britànic a Belfast. En part això s'explicaria pel fet que ni l'UVF, ni l'UDA, ni les organitzacions menors van atacar mai objectius a Escòcia, Anglaterra, o Gal·les, com sí que ho van fer, per contra, els membres de l'IRA.

## Grups lleialistes
| Nom                                                                                            | Inicials        | Activitat                               |
| ---------------------------------------------------------------------------------------------- | --------------- | --------------------------------------- |
| Ulster Protestant Association                                                                  | UPA             | 1920–1922                               |
| Ulster Protestant Action                                                                       | UPA             | 1956–1966                               |
| Ulster Protestant Volunteers                                                                   | UPV             | 1966–1969                               |
| Ulster Volunteer Force Red Hand Commando Young Citizen Volunteers                              | UVF RHC YCV     | 1966–2007 1972–2007                     |
| Ulster Defence Association Ulster Freedom Fighters Ulster Defence Force Ulster Young Militants | UDA UFF UDF UYM | 1971–2007 1972–2007 1985–2007 1974–2007 |
| Ulster Resistance                                                                              | UR              | 1986–?                                  |
| Loyalist Volunteer Force                                                                       | LVF             | 1997–2005                               |
| Orange Volunteers                                                                              | OV              | 1998–                                   |
| Red Hand Defenders                                                                             | RHD             | 1998–                                   |
| Real Ulster Freedom Fighters                                                                   | Real UFF        | 2007–                                   |

Grups "paraigües"
- Ulster Constitution Defence Committee (UCDC) – 1966–1969
- Ulster Army Council (UAC) – 1973–1974
- Ulster Loyalist Central Co-ordinating Committee (ULCCC) – 1974–1976
- Combined Loyalist Military Command (CLMC) – 1991–1998

Testaferros
- Protestant Action Force (PAF) – usat normalment per l'UVF
- Protestant Action Group (PAG) – usat breument per l'UVF als anys 70
- Loyalist Retaliation and Defence Group (LRDG) – usat breument per l'UVF als anys 90

Altres grups
- Third Force
- Loyalist Association of Workers
- Ulster Workers' Council
- Ulster Political Research Group
- Tara (Irlanda del Nord)
- Glenanne gang
- Shankill Butchers

Fraternitats
- Orde d'Orange
- Orde Independent d'Orange
- Aprenents de Derry
- Royal Black Institution

### Ulster Volunteer Force- UVF
Formada el 1966, el nombre exacte de components de la UVF mai ha estat conegut, però s'assumeix que han estat menys que els de l'UDA. L'UVF, tot i la seva prohibició en 1967, sempre va tenir militants infiltrats en les forces policials i militars a Irlanda del Nord. Un exemple és el policia Billy McCaughey, membre del "Grup de Patrulla Especial" (SPG; Special Patrol Group) de la RUC. L'UVF va aturar la seva campanya de violència el 1998 a conseqüència de la signatura de l'Acord de Divendres Sant.

### Subgrups
- Red Hand Commandos (RHC; Comandos de la Mà Vermella) fou un testaferro de l'UVF durant els Troubles des de 1972, y no se considera que tingués una voluntat independent.

- Young Citizen Volunteers (YCV; (Voluntaris Ciutadans Joves) és la secció juvenil de l'UVF, existent des de 1912,[16] tot i que al principi va ser únicament la versió local de l'escoltisme. Es van manifestar contra la possibilitat de la Home Rule. Molts dels seus membres van lluitar com a soldats a la Primera Guerra Mundial en particular en la Batalla del Somme. El 1966 Gusty Spence va restaurar els YCV com l'"ala jove" de l'UVF.

- Progresive Unionist Party (PUP; Partit Unionista Progressita) l'ala política de l'UVF. Existent des de 1979 (com el successor del Grup Unionista Independent del barri Shankill), el PUP és el partit més esquerrà del bàndol unionista, i va aconseguir la seva major influència en la dècada entre 1994 i 2003. El seu representant més conegut va ser Hugh Smyth, elegit Lord Major (alcalde cerimonial) de Belfast el 1994. Smyth i el seu successor David Ervin van ser actors clau en l'aprovació de l'Acord de Divendres Sant, tant des de l'UVF com des del mateix PUP. Ervin va morir el 2007, essent escollida en el seu lloc la primera líder femenina d'un partit polític nord-irlandès, Dawn Purvis.[17]

El PUP és actualment el partit unionista amb menor representació a l'Assemblea d'Irlanda del Nord (NIA), amb un únic seient a la mateixa i dos al consell municipal de Belfast.

### Ulster Defence Association- UDAUlster Freedom Fighters- UFF
L'Ulster Defence Association (Associació en Defensa de l'Ulster) o, tal com es coneix a la seva ala militar, els «Ulster Freedom Fighters", és un grup militant existent des de 1971, que va tenir en el seu moment de major força uns 40.000 militants. El seu primer líder va ser Charles Harding Smith, que havia estat fins aleshores soci d'una d'aquestes associacions de defensa, la Woodvale Defence Association a Shankill, Belfast. En febrer de 1973, quan el govern britànic va ordenar detenir els paramilitars lleialistes, el portaveu de l'UDA, Tommy Herron, va fer una crida a una vaga general de la població protestant a Irlanda del Nord, una decisió que va causar disturbis entre tropes britàniques i paramilitars. Fins a agost de 1992, l'UDA no va estar prohibida per la llei nord-irlandesa, tot i que els seus socis van perpetrar nombrosos atemptats violents. Al principi es tractava d'un grup menys disciplinat que l'UVF (amb el que mantenen relacions hostils); un exemple seria el cas del militant de la UFF Johnny "Mad Dog" ("Gos Boig") Adair. Malgrat el suport expressat en 1998 per la branca política de l'UDA a favor del procés de pau, Adair va continuar organitzant atacs contra oponents tant lleialistes com republicans, i mantenint connexions amb els lleialistes encara més extremistes de la Força Voluntària Lleialista (LVF; més avall) i fins i tot grups racistes com Combat 18.

### Subgrups
- Red Hand Defenders (RHD; Defensors de la Mà Roja) és un grup paramilitar petit de membres de l'UDA i l'LVF que rebutja el procés de pau. Va tenir part en els assassinats de dos membres de l'UDA,[20] el policia RUC Frankie O'Reilly, i l'activista i advocada catòlica Rosemary Nelson.[21]

- Ulster Young Militants (UYM; Joves Militants de l'Ulster) es va formar el 1974 com l'ala juvenil de la UDA.. UYM es va destacar pel seu afany a provocar disturbis en àrees en disputa entre les dues comunitats. Van arribar a ser coneguts com els Tartan Gangs, sobrenom pejoratiu per la seva suposada condició de bergants. Els membres més famosos del UDA sovint pertànyer en la seva joventut als UYM, com en el cas de Johnny Adair.

- Ulster Democratic Party (Partit Democràtic de l'Ulster, UDP) la branca civil i política de l'UDA des 1981 fins a 2001. Al principi eren coneguts com a Partit Democràtic Lleialista de l'Ulster (ULDP). Malgrat el poder que van tenir els militants de l'UDA als carrers protestants, la seva branca política no va aconseguir fer-se un lloc com a alternativa creïble. L'ULDP va ser un dels primers partidaris del nacionalisme de l'Ulster, però quan aquest estratègia no va donar fruits, el partit es va dissoldre per reconstituir-se com a UDP, variant el seu programa a favor de l'anomenat Common Sense (sentit comú), i demanant la creació d'una assemblea representativa amb la seva pròpia branca executiva per a l'Ulster i invocant, a més, l'aprovació d'una carta de drets i una constitució. L'UDP es va dividir durant els inicis del procés de pau, i es va dissoldre en 2001.[22]

### Loyalist Volunteer Force- LVF
La Loyalist Volunteer Force (LVF; Força Voluntària Lleialista) és el nom d'un grup dissident escindit de l'UVF el 1998, com a resultat directe del procés de pau. El seu líder era el militant de l'UVF Billy Wright, encara que com molts altres membres de grups paramilitars, catòlics o protestants, és més conegut en la seva vessant de narcotraficant.

## Grups menors o caducs
- Ulster Protestant Volunteers (UPV; Voluntaris Protestants de l'Ulster) va ser un grup dissident oposat al primer ministre nord-irlandès Terence O'Neill.[24] O'Neill va intentar implantar reformes en el sistema intern d'Irlanda del Nord durant els anys 60. Hauria estat la branca política de l'Ulster Constitution Defence Committee, grup fundat pel reverend Ian Paisley. Va llançar una campanya d'atemptats per tal de desestabilitzar el Govern d'Irlanda del Nord. Molts dels seus membres també van pertànyer a l'Ulster Volunteer Force[25]

- Ulster Resistance (Resistència de l'Ulster) va ser un breu projecte del Partit Unionista Democràtic d'Ian Paisley després de la signatura de l'Acord angloirlandès de 1986. L'organització va condemnar l'acord, atès que el veia com una traïció del govern londinenc. Pels volts de 1989 el poder del grup s'havia debilitat, a causa del seu allunyament del DUP.